# Túmul de West Kennet
West Kennet Long Barrow, o també conegut com a túmul allargat de West Kennet o gran túmul de West Kennet, és una tomba neolítica o túmul, en una cresta prominent de creta, prop de Silbury Hill, 2,4 km al sud d'Avebury al comtat de Wiltshire a Anglaterra. El lloc va ser documentat per John Aubrey al segle xvii i per William Stukeley al XVIII.
El túmul allargat de West Kennet forma part del conjunt megalític de Stonehenge, Avebury i llocs relacionats que va ser proclamat Patrimoni de la Humanitat per la Unesco l'any 1986.

## Informació
Els arqueòlegs el classifiquen com un túmul allargat amb càmeres i una de les tombes de Severn-Cotswold. Té dos parells de càmeres de creuer en direcció oposada i una càmera única terminal utilitzades per a l'enterrament. Les cambres funeràries de pedra són en un extrem d'un dels túmuls més llarg de Gran Bretanya amb uns cent metres: en total s'estima que es van emprar 15.700 hores-home per a construir-les. L'entrada consisteix en un pati o tancat còncau amb una façana feta de grans blocs de pedres sarsen que van ser posades per segellar l'accés.
La construcció del West Kennet Long Barrow va començar al voltant del 3600 aC, que és uns 400 anys anterior a la primera fase de Stonehenge, i va estar en ús fins al voltant del 2500 aC. El monticle ha estat danyat per prospeccions indiscriminades, però les excavacions arqueològiques dels anys 1859 i 1955-56 hi van trobar almenys 46 enterraments, que van des de nadons fins a persones d'edat avançada. Els ossos van ser desarticulats, faltant alguns dels cranis i ossos llargs. S'ha suggerit que els ossos van ser retirats periòdicament per a posar-les a la vista o transportats a un altre lloc. La façana de bloqueig va ser retirada i reposada cada vegada que calia.
Les últimes excavacions han mostrat que les càmeres laterals s'inscriuen dins d'un triangle isòsceles exacte, l'altura del qual és el doble de la longitud de la base. Artefactes associats als enterraments són ceràmica Grooved neolítica similar a la trobada a la propera Windmill Hill.
Aquesta tomba hauria set en ús durant almenys mil anys i al final d'aquest període el pas i la càmera es va emplenar fins al sostre per les persones de la Cultura del vas campaniforme amb terra i pedres, entre les quals hi havia peces de ceràmica de Grooved, ceràmica Peterborough i ceràmica d'aquesta cultura, carbó, instruments d'os i comptes. Stuart Piggott, que va excavar aquesta barreja de materials secundaris, va suggerir que havia estat recollit en un recinte funerari prop del 'recinte mortuori', que demostren que el lloc va romandre en ús per a activitat ritual llarg temps després d'haver servit per a enterraments. Les restes del jaciment es mostren al Wiltshire Heritage Museum (Museu del Patrimoni de Wiltshire) a Devizes.
Michael Dames, va formular una teoria composta de rituals estacionals, en un intent d'explicar el túmul allargat i els llocs associats (el henge de Avebury, Silbury Hill, El Santuari i Windmill Hill).
Una llegenda local diu que aquesta tomba és visitada durant la nit de Sant Joan per un fantasmal sacerdot i un gran gos blanc.

## Galeria

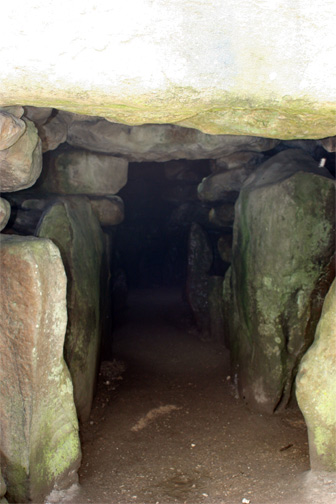
Vista de l'interior de West Kennet Long Barrow.
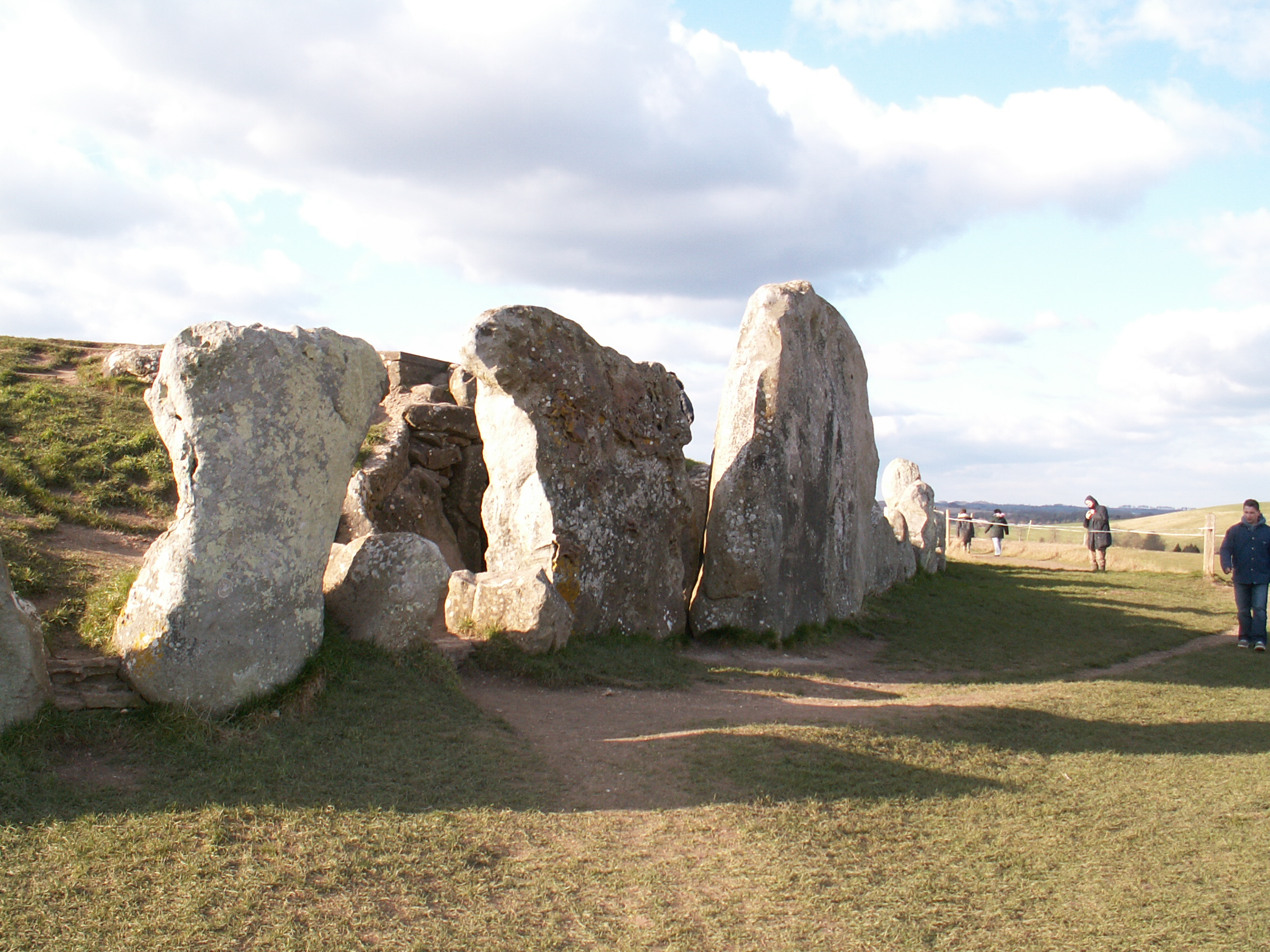
Entrada a la tomba.
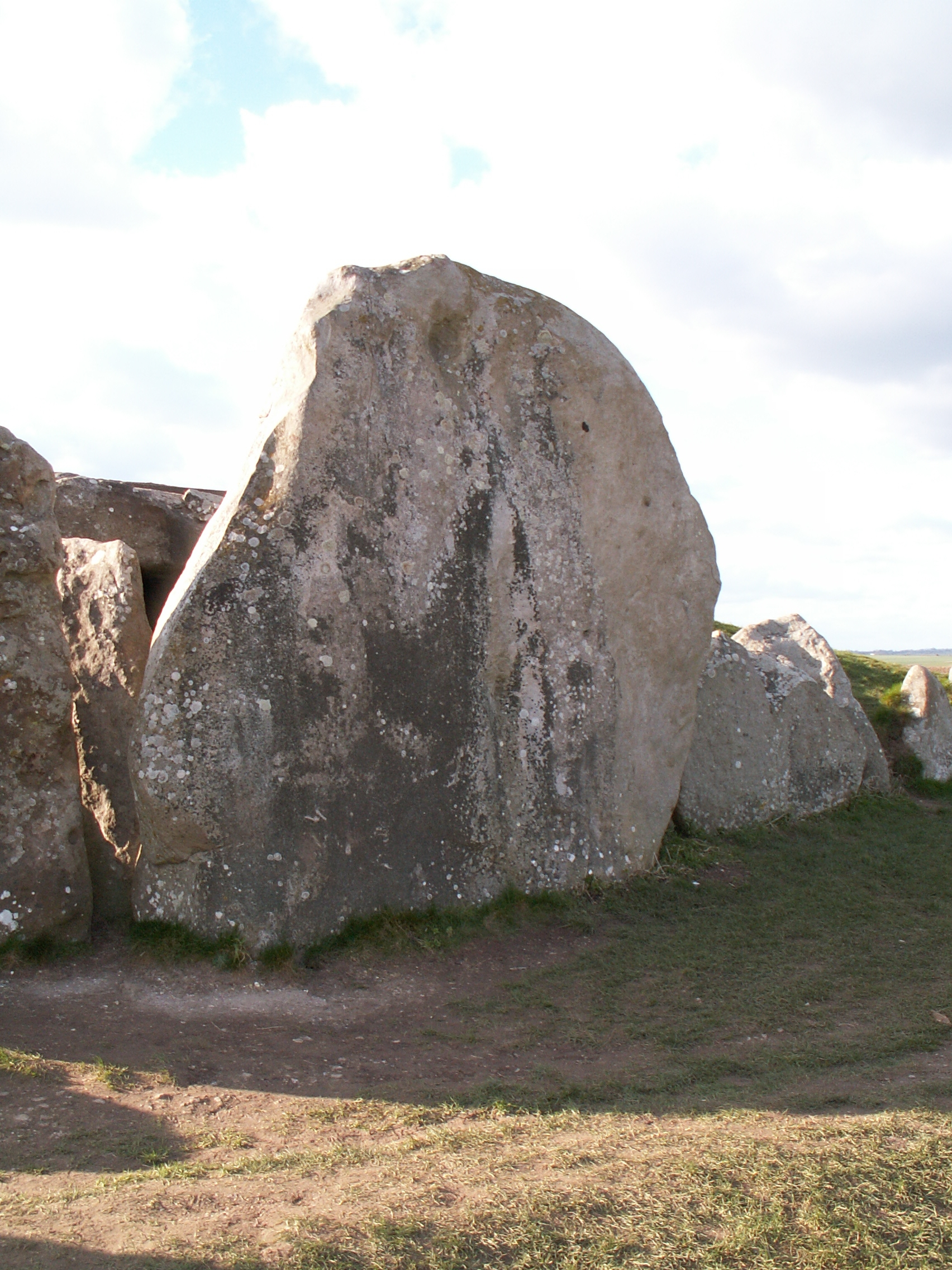
Pedra final davant de l'entrada (més de 2 m d'altura).
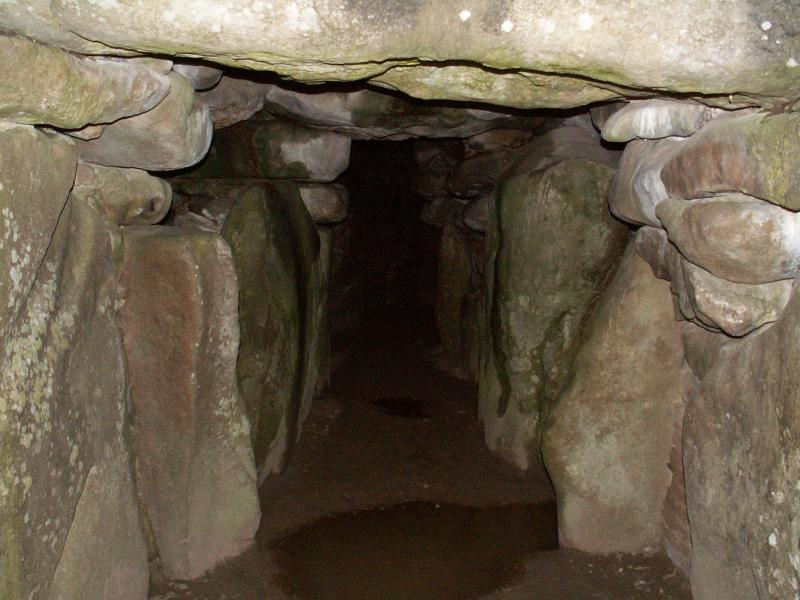
Passadís intermedi.
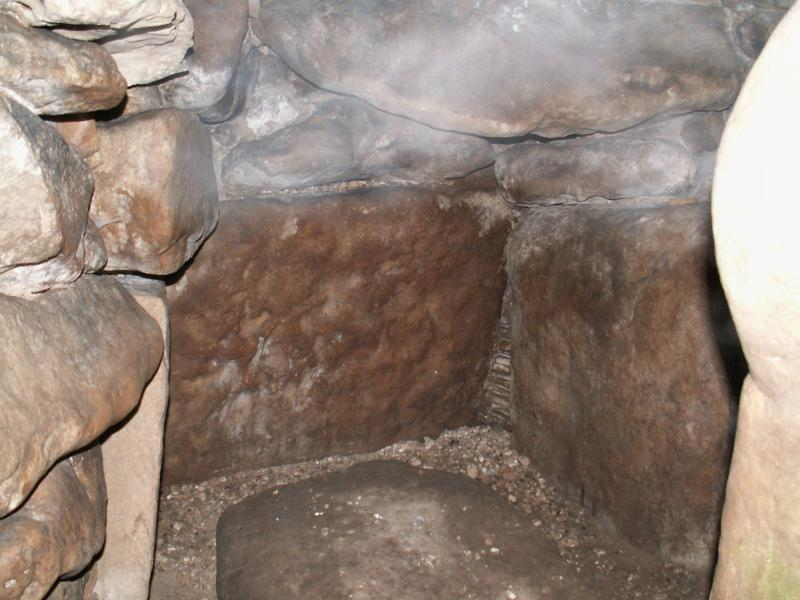
Una de les càmeres del nord.
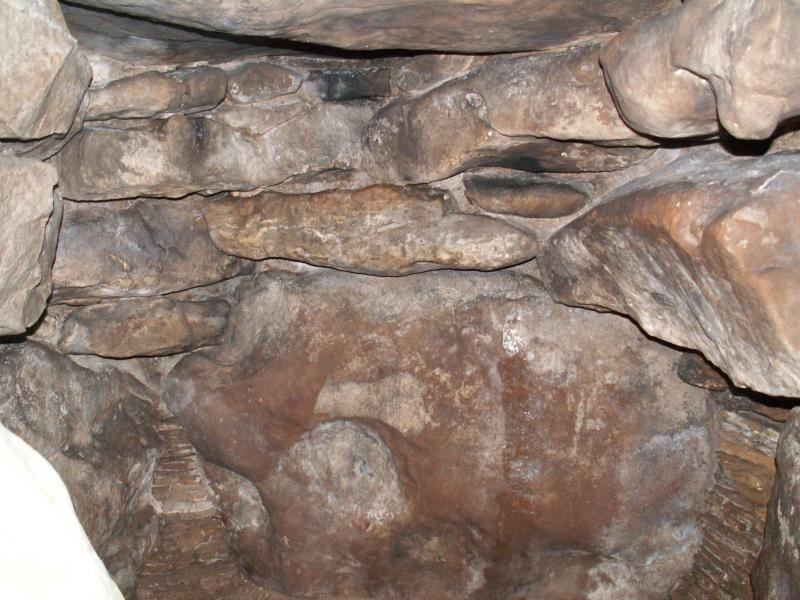
Una de les càmeres del nord.
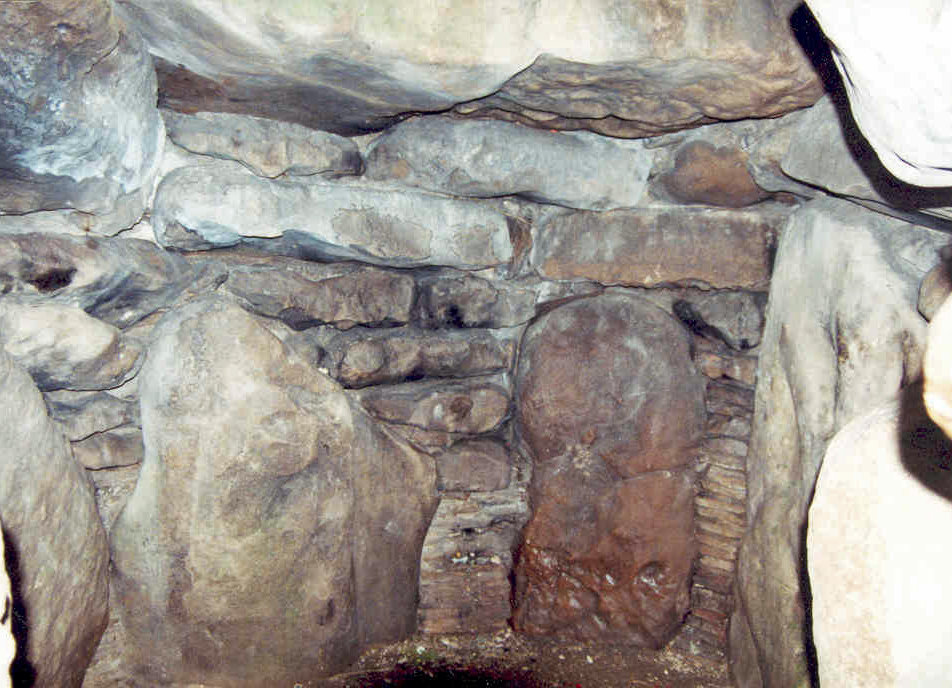
Càmera occidental.
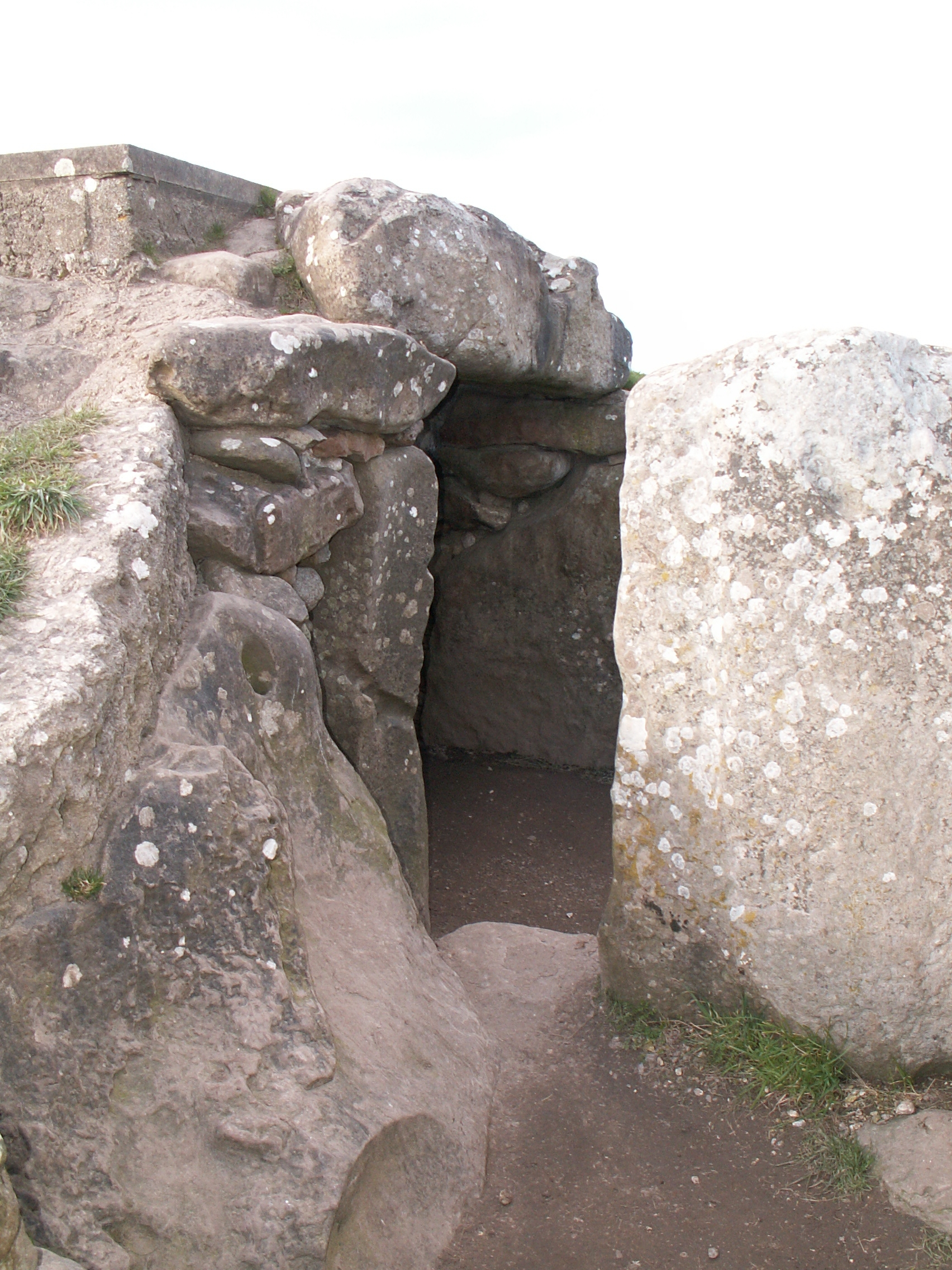
Detall de l'entrada.
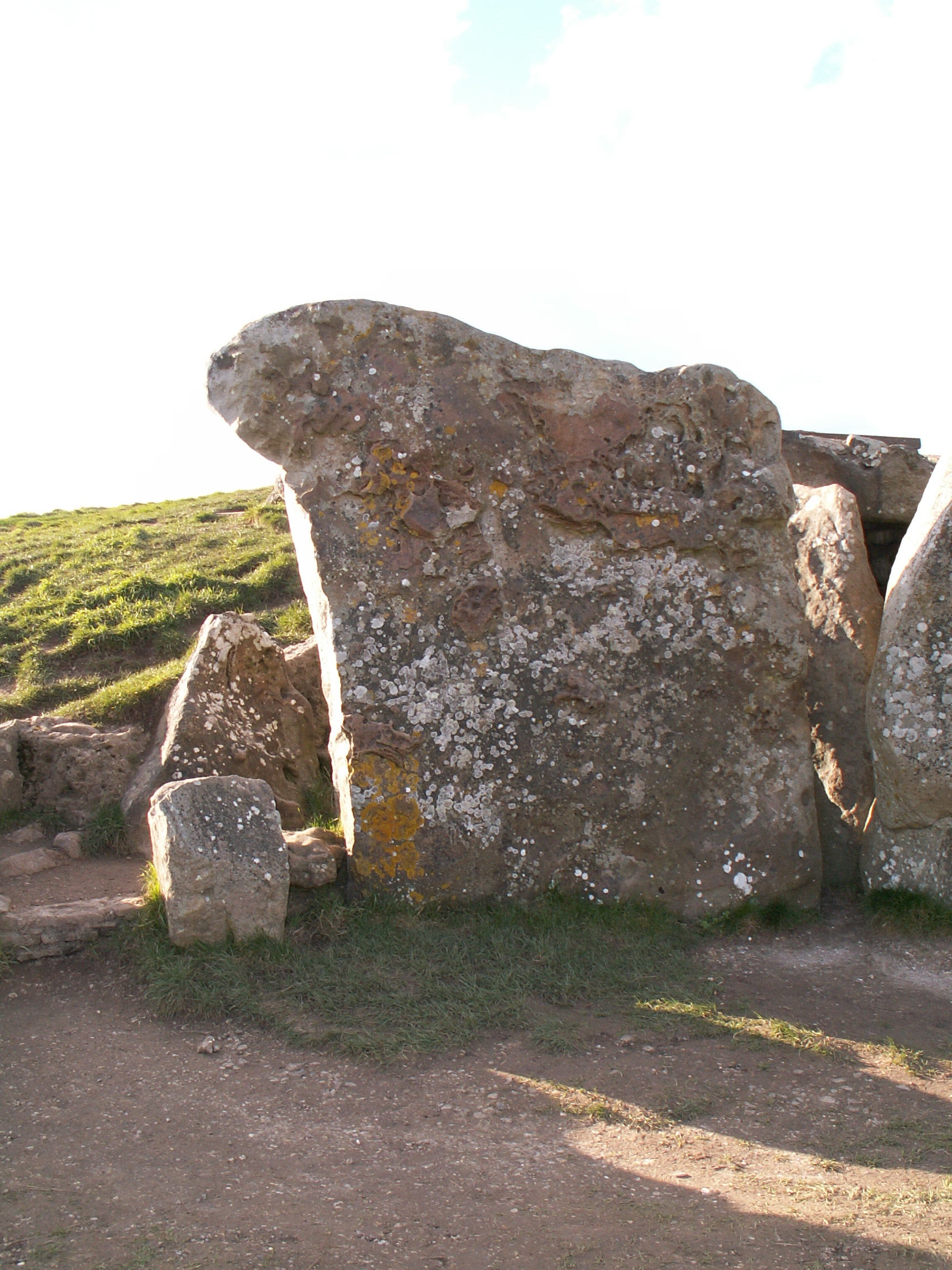
Pedra Menor" en la fila de pedres enfront de l'entrada.
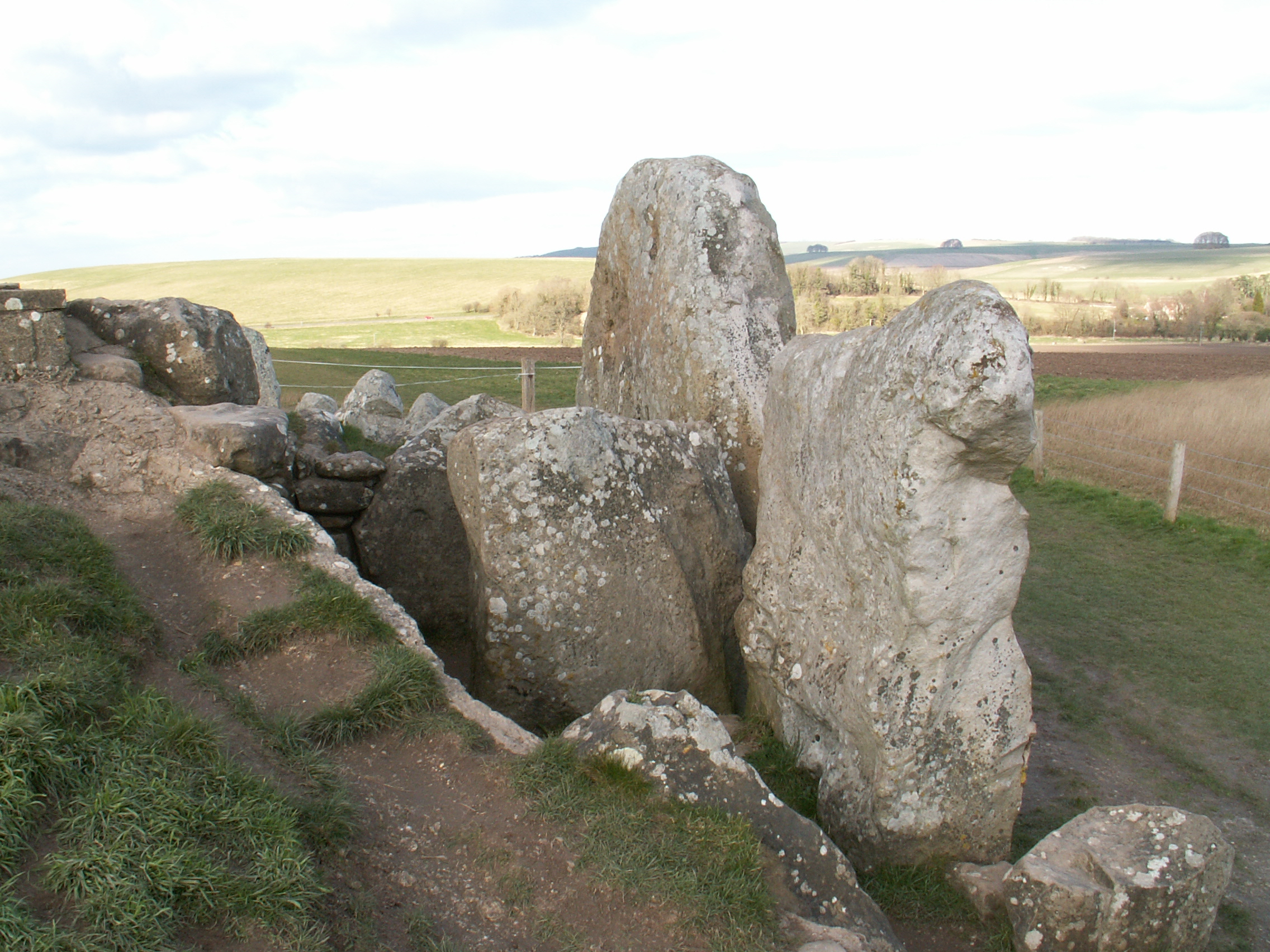
Entrada a la tomba amb l'última pedra.
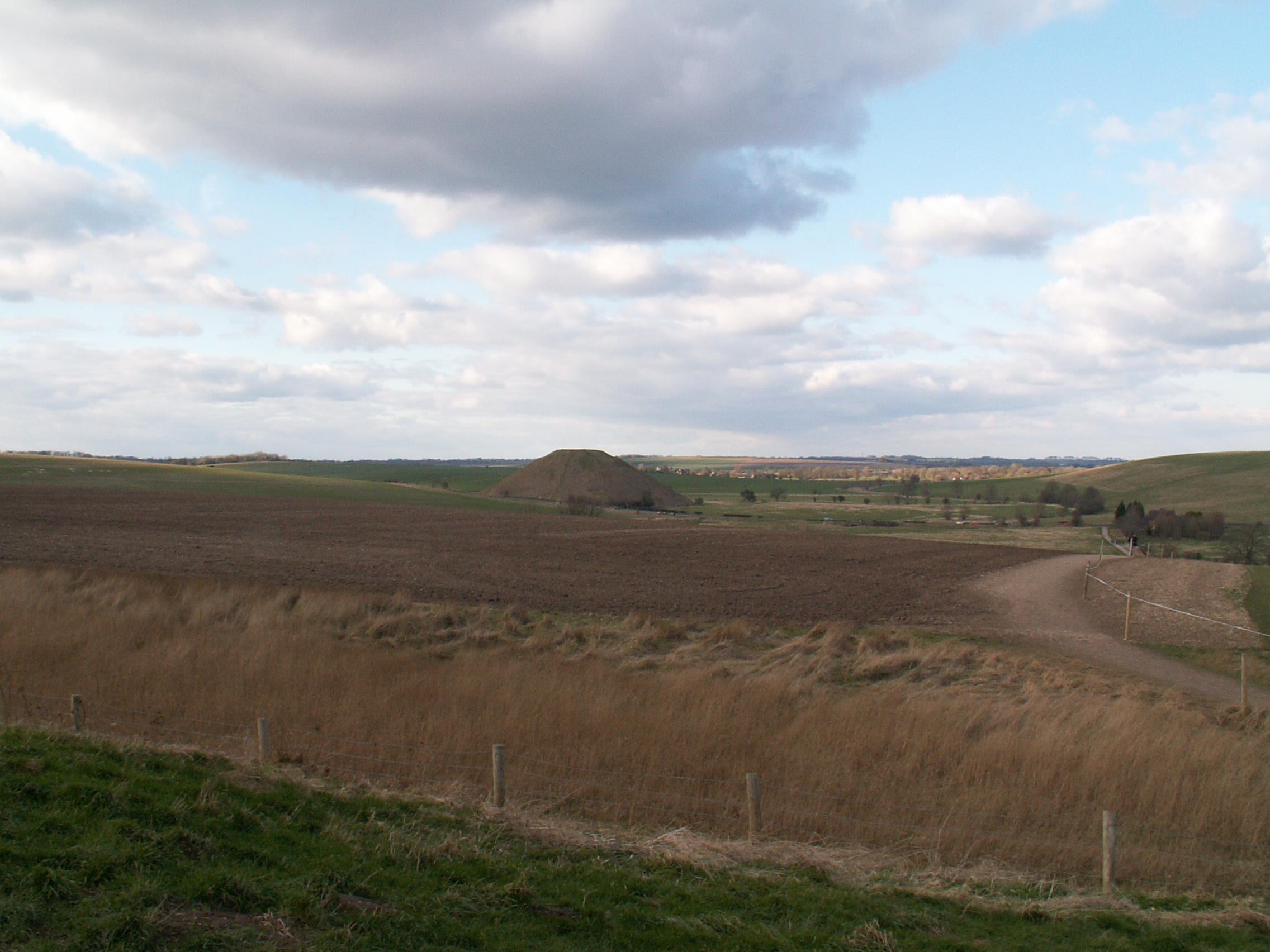
Vista des de WKLB de Silbury Hill.
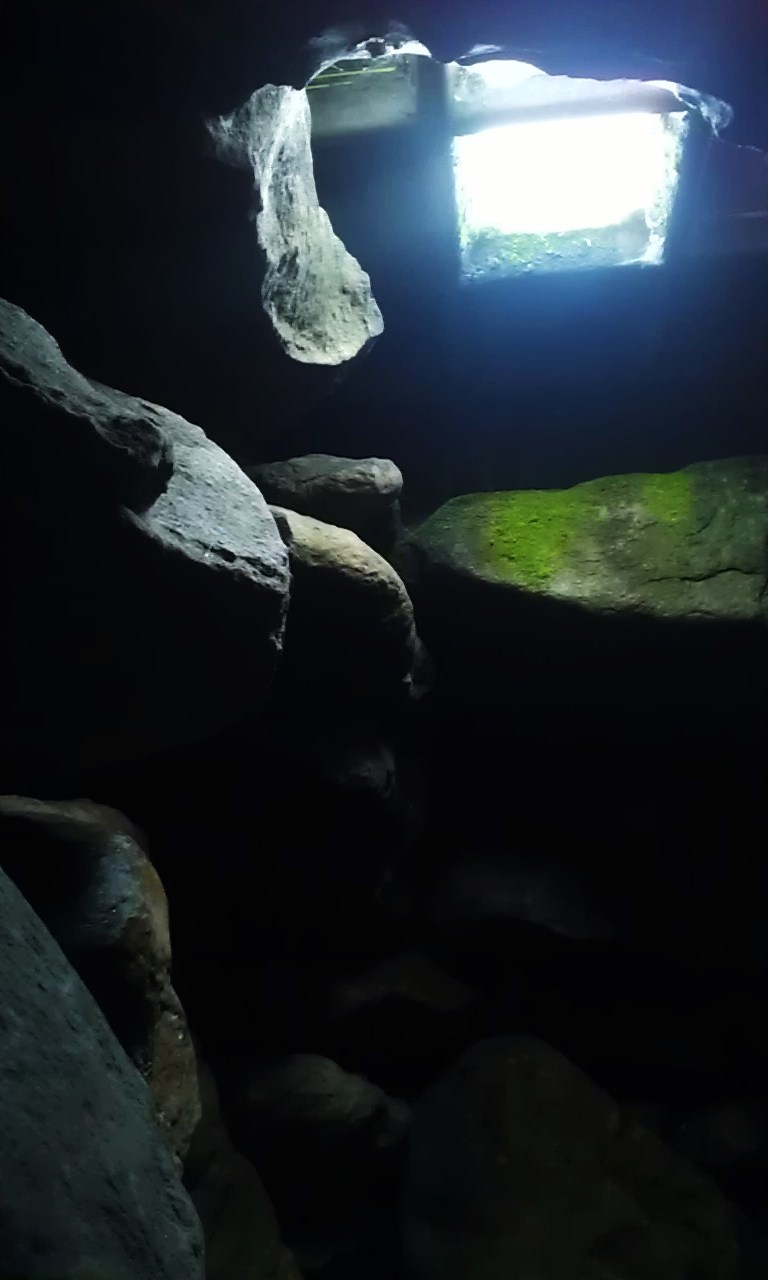
llum al sostre interior
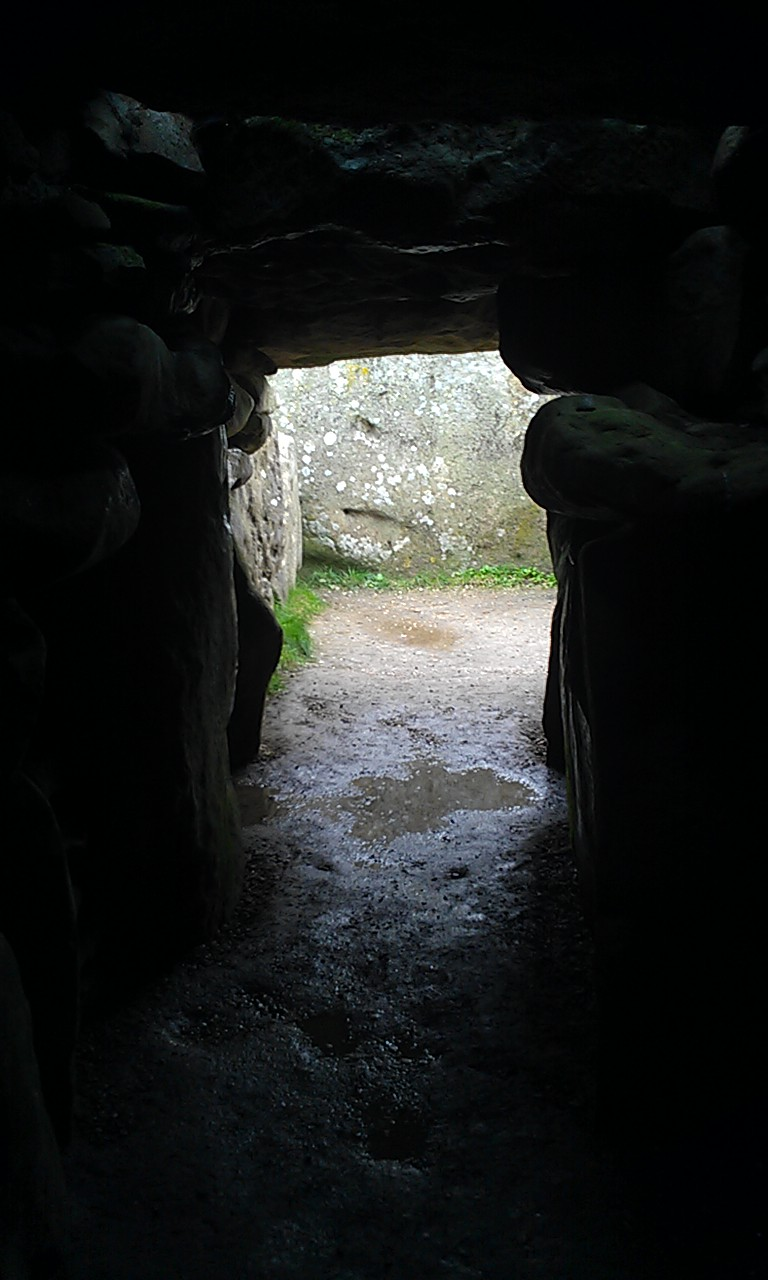
Vista des de l'interior
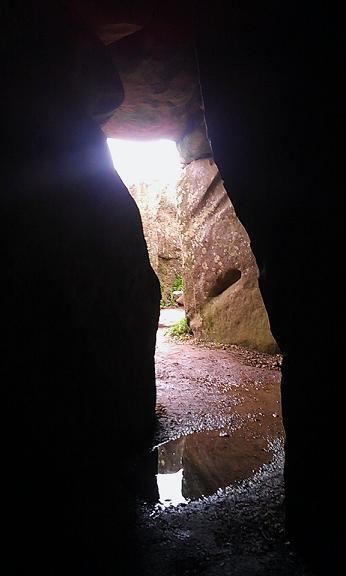
Vista de l'interior